# Torres de Bulnes
Las Torres de Bulnes son un conjunto de edificios residenciales de estilo posmoderno, proyectadas por los estudios de Manteola, Sánchez Gómez, Santos, Solsona y Sallaberry y Lier y Tonconogy como asociados, desarrolladas por Caputo S.A., Chacofi S.A. y Sideco S.A.
Se encuentran en la zona conocida como Palermo Nuevo, caracterizada por esta clase de torres, en la ciudad de Buenos Aires, Argentina. Fueron construidas entre 1994 y 1997. Y alcanzan casi 120 metros de altura.